# Marcellano
Marcellano è una frazione del comune di Gualdo Cattaneo (PG).
È situato in cima ad una piccola collina (396 m s.l.m.), nelle immediate vicinanze di Collesecco, che costituisce la parte moderna del paese, notevolmente cresciuta in dimensioni. Attualmente, la popolazione residente è di qualche decina di unità. Il paese è praticamente costruito sui resti di un castello medievale, mantenendone le caratteristiche di arroccamento e dominio della piccola valle.
Nella loro totalità, Collesecco e Marcellano sono abitati da 438 residenti (dati Istat, censimento 2001).

## Storia
Secondo la tradizione, il nome del paese deriva da Marcellus o dalla Gens Marcella (collegata alla XLI Legione dell'Esercito Romano), a cui venne concesso il territorio ai tempi di Augusto, come pagamento per i servigi prestati. Il nome appare per la prima volta, ufficialmente, in atti del XIII secolo, nei quali si annota una popolazione di circa 700 persone. Nel 1219 il paese venne occupato dal generale ghibellino Napoleone di Coccorone, agli ordini di Federico II. Solo qualche tempo dopo tornò sotto il dominio guelfo di Todi. All'inizio del XVII secolo l'abitato si abbellisce di chiese ed opere d'arte, soprattutto grazie al vescovo Ancaiani e ad una famiglia di nobili locali, i Cori. Con l'unità d'Italia (1861), Marcellano passa sotto la giurisdizione di Gualdo Cattaneo.

## Economia
Il territorio è inserito nella Strada del Sagrantino, un circuito vinicolo-turistico che raccoglie aziende agricole dei comuni di Montefalco, Bevagna, Gualdo Cattaneo, Giano dell'Umbria e Castel Ritaldi: pertanto, l'agricoltura e la viticoltura rappresentano una notevole ricchezza. Durante le festività natalizie, un gran numero di turisti (circa 30.000, in diverse giornate non contigue) si raccoglie nel paese per visitare il Presepe Vivente.

## Monumenti e luoghi d'interesse
- - Castello di Marcellano (XII secolo);

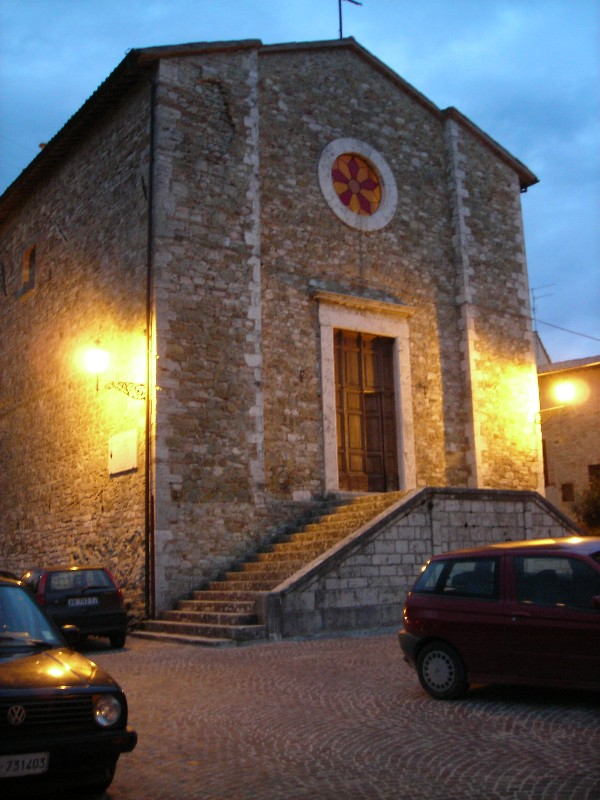
Facciata della chiesa di Sant'Andrea, a Marcellano.

- - Chiesa di Sant'Andrea (XIV secolo), contenente alcune opere attribuibili al pittore seicentesco Andrea Polinori ed un fonte battesimale del '600;
- - Presepe vivente (1984), uno dei più noti in tutta l'Umbria ed assai frequentato dai turisti, ambientato all'interno ed all'esterno delle vecchie abitazioni. Un centinaio di figuranti in costume fanno rivivere l'atmosfera e i mestieri dell'antica Palestina;
- - Chiesina di Madonna del Ponte (XVI secolo), ai piedi del castello, con alcuni affreschi coevi;
- - Chiesa di S. Angelo Sconsolo (XII secolo), presso Collesecco, di stile romanico, oramai in stato di abbandono.

## Sport

### Impianti sportivi
- - Stadio di calcio.